# 크론시타트

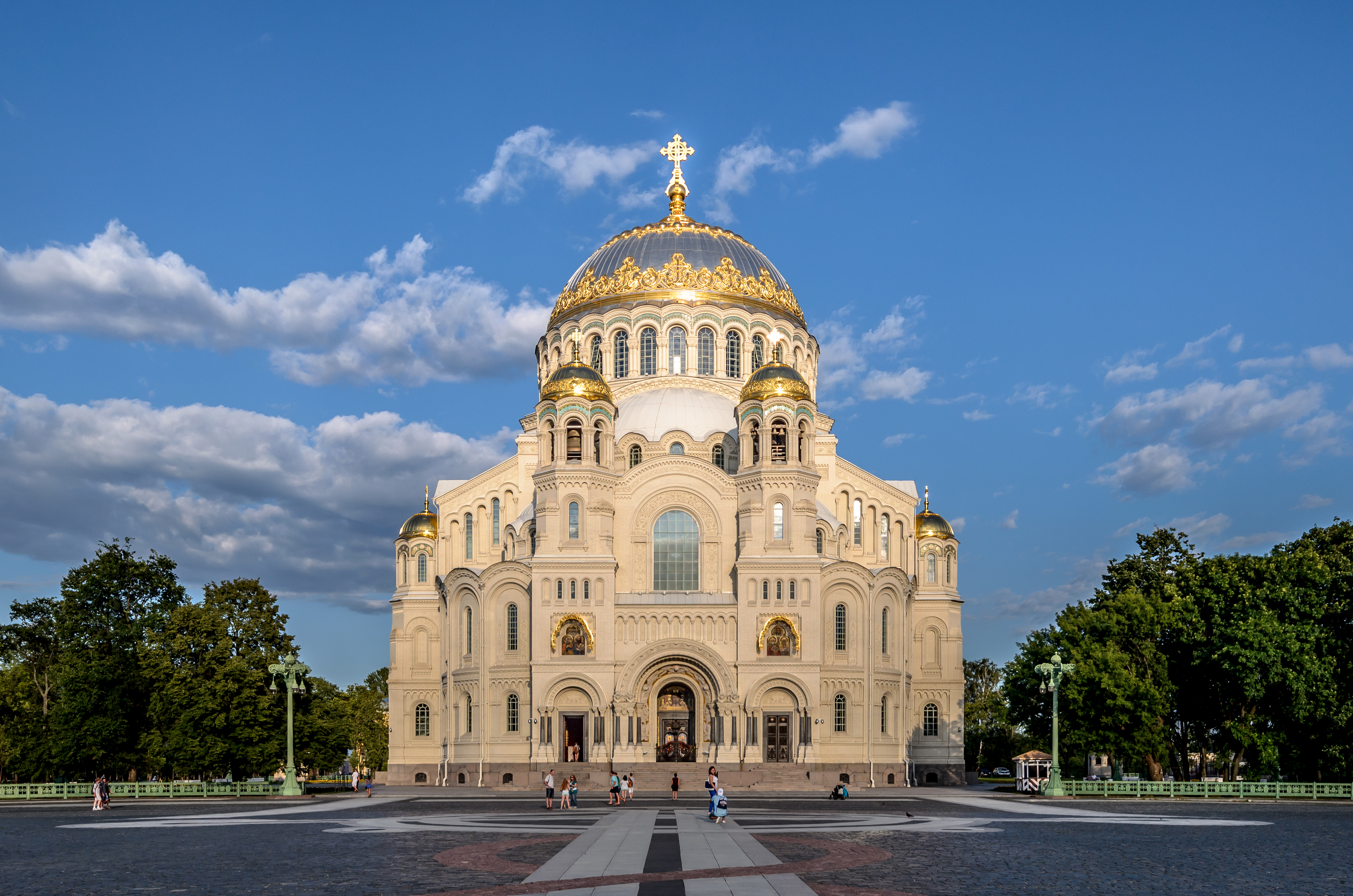

크론시타트(러시아어: Кроншта́дт, 독일어: Kronstadt 크론슈타트[*])는 러시아 레닌그라드주에 있는 도시이다. 상트페테르부르크로부터 서쪽으로 약 32 km에 위치하고, 핀란드만에 있는 코틀린섬에 위치한다. 인구는 44,727명(2001년)이다. 발트 함대의 기지인 군항이 있다. 1921년, 이 요새에 주둔하고 있던 수병들이 볼세비키에 반대하여 일으킨 크론시타트 반란으로 유명해졌다. 러시아의 저명한 한국학자인 알렉산드르 홀로도비치의 고향이기도 하다.

## 역사
북방전쟁의 한참일 때인 1703년, 러시아 제국군은 스웨덴령 코틀린섬을 점령했다. 표트르 대제에 의해서 수도 페테르부르크방위를 위한 요새가 쌓여져서 1720년대에는 발트함대의 주력 기지가 되었고, 1723년 독일어에서 유래한 현 지명으로 바꾸었다.
이후 수도 페테르부르크의 외항으로 군사적·상업적으로 중요한 항구로 발전하였다. 19세기 중반에 에두아르도 토들레벤에 의해서 크게 개축되어 마을은 성벽에서 둘러싸였다. 20세기 초에는 혁명 운동이 일어나서, 1905년의 혁명에서는, 황실에 대한 수병들이 큰 반란을 일으켰다.
1921년 3월 7일, 크론시타트의 수병들이 볼셰비키정권에 대해서, 자유 선거의 보장, 언론·출판의 자유, 정치범의 석방, 개인의 재산의 소유권 등을 요구하며 봉기했다. 당시 붉은 군대를 지휘하고 있던 트로츠키는 반란이 볼셰비키 정부에 중대한 위협이 된다고 판단, 즉시 크론시타트에 군대를 보내 반란을 진압했다. 이것은 10월 혁명 이후 마지막으로 일어난 반란이었다. 제2차 세계대전 때 크론시타트 요새는 레닌그라드 방어에 중요한 역할을 하였다. 요새는 페테르부르크 중심가의 유적들과 함께 상트페테르부르크 역사지구와 관련 기념물군의 일부를 이루어 유네스코 지정 세계문화유산으로 등록되어 있다.

## 자매 결연 도시
1. 다게스탄 공화국 데르벤트 (2001년)
2. 타타르 공화국 젤레노돌스크 (1997년)
3. 핀란드 콧카 (1993년)
4. 독일 뮐하우젠 (1995년)
5. 벨라루스 아시파비치 (1998년)
6. 폴란드 피와 (1993년)
7. 프랑스 툴롱 (1997년)
8. 로스토프주 노보체르카스크 (2004년)